# The Substitute (Хор)
«The Substitute» (рус. Замена) — седьмой эпизод второго сезона американского музыкального телесериала «Хор», показанный телеканалом Fox 16 ноября 2010 года. В серии появляется актриса Гвинет Пэлтроу в роли Холли Холлидей — учителя, заменяющего Уилла Шустера, пока он болен. Между тем Сью Сильвестр занимает кресло директора МакКинли, а Курт ставит под удар свою дружбу с Мерседес.
В серии прозвучали кавер-версии шести песен, в том числе мэшап «Singing in the Rain / Umbrella» Джина Келли и Рианны соответственно, который удостоился похвалы критиков и добрался до 11 строчки Billboard Hot 100. Все композиции, за исключением «Conjunction Junction», были выпущены в качестве синглов посредством цифровой дистрибуции, а «Forget You» вошла в альбом Glee: The Music, Volume 4.

## Сюжет
Тренер команды поддержки Сью Сильвестр (Джейн Линч) назначена на пост исполняющего обязанности директора школы МакКинли, пока Фиггинс (Икбал Теба) болен вирусом гриппа. Тем же гриппом заражается и Уилл Шустер (Мэтью Моррисон) и решает взять больничный отпуск, чтобы заняться лечением. О нём заботится его бывшая жена Терри (Джессалин Гилсиг), и один из вечеров приводит к тому, что они переспали.
Между тем Рейчел (Лиа Мишель) пытается взять на себя руководство хором в отсутствие Шустера, что приводит к хаосу в коллективе. Уроки испанского вместо Шустера преподаёт Холли Холлидей (Гвинет Пэлтроу), чья нетрадиционная манера обучения включает в себя обсуждение реабилитации Линдси Лохан на испанском языке, пение «Conjunction Junction» вместе с классом и ролевые игры по истории, с самой Холлидей, изображающей Мэри Тодд Линкольн с биполярным расстройством. По просьбе Курта Хаммела (Крис Колфер) Холли приходит в хоровой клуб, чтобы помочь им с репетициями. Она поражает хористов своим исполнением песни «Forget You» рэпера Cee Lo Green, однако Рейчел беспокоится, что развязное поведение Холли может разладить работу хора и помешать готовиться к региональным соревнованиям. Однако после исполнения дуэтом «Nowadays/Hot Honey Rag» из мюзикла «Чикаго», Рейчел меняет своё мнение.
Подружившись с Блейном Андерсоном (Даррен Крисс), Курт начинает пренебрегать своей подругой Мерседес (Эмбер Райли). Она обижается на него, когда Курт пытается устроить ей свидание с футболистом, и чувствует себя лишней, когда обедает вместе с Куртом и Блейном. Тем временем Сью как новый директор решает начать бороться за правильное питание и изымает из школьного кафетерия жареные картофельные шарики. Мерседес организовывает студенческие протесты и заполняет выхлопную трубу машины Сью картофельными шариками, ущерб от чего Сью оценила в $17,000.
Инициатива Сью оказалась одобрена родителями учеников, и она занимает директорский пост на постоянной основе. Она увольняет Уилла, и тот обращается за советом к Холли, которая, в свою очередь, чувствует свою вину за поведение Мерседес. Она рассказывает Уиллу, что изначально занималась серьёзным преподаванием, пока один из учеников (Линсдей Симс Льюис) не ударил её в лицо, после чего она решила, что лояльность — лучший способ завоевать доверие студентов. Когда Терри приходит в дом Уилла и застаёт его с Холли, она просит её уйти, однако Уилл выгоняет Терри и говорит, что их ночь вместе ничего не значила — он был болен и не вернется к ней.
Курт пытается поговорить с Мерседес и объяснить ей, что она пытается с помощью пищи заменить отсутствие отношений. Когда она уходит, к Курту подходит Дейв Карофски (Макс Адлер) и угрожает, что если он кому-нибудь расскажет об их поцелуе, он его убьёт.
По просьбе членов хора Сью восстанавливает Уилла в должности. Он подготовил для учеников песню Джина Келли «Singin' in the Rain», однако не уверен, что сможет заинтересовать их. Он просит Холли о помощи, и вместе с ней они исполняют мэшап «Singing in the Rain / Umbrella».

## Реакция
Эпизод посмотрели 11,70 млн телезрителей США, что стало максимальным результатом недели в возрастной аудитории от 18 до 49 лет, а процентный рейтинг просмотров увеличился в сравнении с предыдущим эпизодом, «Never Been Kissed». В Канаде результаты также улучшились — 2,29 млн телезрителей и девятое место в недельном рейтинге телепрограмм. В Австралии «The Substitute» посмотрели 1,06 млн человек, что сделало «Хор» седьмым шоу вечера и девятнадцатым шоу недели. В Великобритании серию посмотрели 2,55 млн зрителей телеканалов E4+1 и E4, что сделало его самым рейтинговым шоу недели в кабельной сети страны.
Критики положительно оценили персонаж Гвинет Пэлтроу и её сюжетную линию, однако остальные моменты серии получили менее высокие оценки. Али Семигран из MTV, Роберт Канинг из IGN и Тим Стэк из Entertainment Weekly назвали серию одной из лучших в сезоне. Однако, по мнению Джейма Понивозика из Time, эпизод оказался довольно посредственным, а Тодд ВанДерВерфф из The A.V. Club счёл его не лучшим, но хорошим в сравнении с предыдущими двумя. Национальный альянс по психическим болезням негативно оценил серию за некорректное изображение биполярного расстройства. В 2011 году Гвинет Пэлтроу за свою роль в эпизоде стала лауреатом премии «Эмми» в номинации «Лучшая приглашённая актриса в комедийном телесериале».